# 黎明监狱两逃犯越狱事件
黎明监狱两逃犯越狱事件是2010年发生在哈尔滨市的一场越狱事件。越狱者为陈聪聪和孙星辰。这起事件自2010年2月23日算起，至3月8日陈聪聪被抓获为止，共计13天。首先，陈聪聪与孙星辰在2月23日越狱后，先后经过电碳路和信义村，之后孙陈二人在2月23日至25日间在科大小区租住，并在2月25日于大发市场逃亡；其时，两人多次在哈西服装城购物；随后二人分手。其中，孙星辰准备逃往双城，但在2月26日于金星收费站被抓获。而陈聪聪则从2月26日到3月4日一直藏身白家堡；之后他3月4、5日晚藏身欧亚之窗，5、6日则在龙橡路藏身，并在3月6日于学府三道街理发，最后在3月8日于白家堡被抓获。孙陈二人在被捕时曾希望经云南省逃往国外。哈尔滨市警方悬赏10万人民币追捕陈聪聪，引起市民关注，也因此而出现不少假线索。

## 背景
孙星辰2010年为23岁，在2004年10月23日晚于肇源县自由乡与王振羽、侯志峰、赵国富共4人预谋抢劫同乡开手机店的赵某的财产，并在次日持尖刀、铁棍和胶带对赵某实施抢劫，抢劫人民币1700余元、43部手机、138张手机卡等，共价值56918元。最终，在2005年10月20日被大庆市肇源县法院判处16年徒刑。陈聪聪2010年为21岁，能够维修机动车，具有厨师资格。在2006年时为某学院食堂打杂，其时结识沈志军，在年末被院方开除，回乡。在2007年5月份回到哈尔滨后，与孙志军联系。因为找不到工作，在夜市购买仿真手枪和匕首，试图靠抢劫出租车为生。因为熟悉哈尔滨西部地形，决定在此作案。作案时，陈聪聪持枪在副驾驶位，而孙志军持刀在后座，对出租车司机实施抢劫。两人成功作案15起，抢劫财物2000余元，并劫得手机4部。两人最后在2007年7月1日被南岗警方抓获。
上述二人在哈尔滨市黎明监狱服刑，因为双方刑期超过10年，二人在谈话中表示不愿把青春浪费在狱中。两人自案发3个月前起，多次密谋越狱，计划以云南为跳板逃往国外。他们越狱的念头来自于一本关于白宝山的书籍。据哈市公安局南港分局刑侦二大队三中队中队长称，陈聪聪最崇拜白宝山，也视自己为白宝山，自称看过这本关于白宝山的书籍不下十遍，并渴望成为他这样的人，他的越狱动机也许来源于此。2月23日8时，孙陈二人趁扫雪的时候携带8000元钱越狱。

## 越狱经过

### 越狱开始
2月23日8时，孙陈二人趁扫雪的时候携带8000元钱越狱。之后他们来到了一个“全是平房”“不知地名”的区域，后来乘出租车到电碳路，又搭乘港田车来到信义村，最后打车来到哈西服装城，各自购买衣服、假发套和黑、白框眼镜、无沿线帽等伪装用物品。由于这时尚处于封锁期，越狱消息尚未被公开，这两人没有引起别人注意。孙陈二人准备利用这些物品避人耳目，逃往国外。但是这时警方已开始排查宾馆等复杂区域。
在衣服购买完后，孙陈二人来到科大小区租房，希望在这个房子里隐藏一段时间。虽然因犯人身份而没有身份证，但在交纳一定数额租金后，他们还是成功地住了下来。他们所租住的房子为合租房，其他租户还包括两名女子。租房之后，他们二人又来到哈西服装城购买两个发套。并在这天晚上与第二天买菜，与共租者共餐。据陈聪聪在案后称，他能感觉到那必然为浪漫的，也让他“找到了家的温暖”。然而，好景不长，25日，媒体开始公布越狱的消息，而两个合租者带来的女友也识破了孙陈二人。两人也确认这个地方不是久留之地，但并未对这两名女子下手。逃走后，两名共租者报了警，但因为越狱者早已逃离，警方只找到两人遗留下来的衣物。

### 分头行动
逃出科大小区后，孙陈二人逃亡大发市场，准备购买摩托车，但因为缺钱而作罢。但是，他们发现市场旁的铁道线有货运列车，便又生一计。他们在货运站里一个集装箱内站了一夜。他们购买了一些食物，爬上列车，藏在煤堆里，等待列车驶出哈尔滨。但由于货运列车是编组列车，转了几圈也没有离开哈市。（但也有报道称，是因为警方进行联合大搜查，孙陈二人的计划只好作罢。）两人非常沮丧，商议当晚乘坐出租车逃到双城市，又因一起打车容易被发现，决定分头出逃，到双城东门会和。但因为当晚孙星辰即被捕，所以这个计划也未实现。
2月26日3时40分许，警方在哈双高速公路金星检查站对孙星辰搭乘的出租车进行盘查。孙星辰拿不出有效证件，被带到检查站审查。据孙星辰搭乘的出租车的司机周师傅称，孙星辰一路心神不宁，衣着邋遢，在金星检查站遇到数辆警车后，要求掉头，而周师傅自己稳住他，开往检查站。在检查站，孙星辰突然拿出携带的白酒，砸向自己的颈部，准备自杀，但民警制止了他，他只受轻伤。民警通过比对逃犯身上的纹身，确定他就是孙星辰。

### 躲藏
这时，陈聪聪还并不知道孙星辰已经被捕，而依然认为他已经到了双城。因此，他打了出租车，希望逃出哈尔滨。但司机对陈聪聪表示没有身份证不能离开。陈聪聪只好作罢，谎称要回家，前往和兴头道街。这一地区距离白家堡——哈尔滨市流动人口集中地区较近，陈聪聪也熟悉这里的地形，易于藏身。陈聪聪在2月26日留宿废弃的锅炉房，次日发现下面有较为暖和的管线井，便在这里躲到3月4日，共7天。这个井的生活条件极为恶劣，狭小又潮湿，陈聪聪只得蜷曲，又不敢露头。此时陈聪聪认为孙星辰在双城没有等到自己，于是又来到大发市场旁的集装箱等他，找他，但没有找到。
3月4日，陈聪聪用剃须刀剃短假发，装扮成拾荒者，离开废弃锅炉房，沿着学府路走到龙橡路，并买了点东西，随后转到欧亚之窗，并在那里的平房留宿。3月5日，陈聪聪来到哈达屯，并到服装城探查警力。之后陈聪聪准备在欧亚之窗留宿，但发现有人来过，于是准备在次日逃走。3月6日，陈聪聪戴着假发套到学府二道街一个小浴室洗浴。但在他离开后，浴室人员马上报案。之后又在小摊购买衣物，在一家洗衣店洗裤子，在一家理发店剪假发。但随后，为他理发的人在看到通缉令后，马上就报了警随后，陈聪聪又来到照相馆戴假发照相，以做假身份证。而照相馆也发现了他的身份，向警方报警。其时，他还想寻找在当杂工时很有好感的女友，但为了避免连累她，他还是打消了这个念头。
陈聪聪逃到了龙橡路原龙江橡胶厂院内，因为他想找一个更干净舒适的躲藏地点，也因为他对此地较熟，早些年他母亲就在这里卖菜。其时，警方已经将陈聪聪锁定在龙橡路、哈达屯、王岗镇张朋村、学府路等区域了。龙橡路的民众也自发组织治安巡逻队，但在碰到陈聪聪时，只是把他视作在附近工地干活的民工罢了。而附近地区的民警也没有发现他。这时，陈聪聪发现看护空房的更夫李某要巡查这里，于是躲藏到角落中，但包没来得及隐蔽。不久，李某又去巡查这里，这时陈聪聪没有时间躲藏，徐某以为陈聪聪只是乞丐，勒令陈聪聪出去，陈聪聪赶紧出逃。当晚，徐某在朋友的提醒下明白那人是陈聪聪，随后向警方报告。（但还有报道称这件事发生在3月5日。）

### 抓获
陈聪聪出逃后，又回到白家堡的废弃锅炉房里，他也对脱逃失去了信心，在躲藏了两天后，陈聪聪决定自首。3月8日，陈聪聪准备到兴旺仓买给母亲打电话，在面对仓买老板后，他直接称自己是越狱犯陈聪聪。打电话时，他表示出了投案的希望。在给母亲打完电话后，陈聪聪与仓买老板对话，直称“自己逃得太累了”。而这时，警方也来到了仓买，将陈聪聪抓捕归案。这时，仓买老板才后怕起来，找几个亲友来壮胆。
在被抓获后，陈聪聪情绪稳定，在3月9日称“昨天（3月8日）是这几天过的最轻松愉快的日子”，也“终于睡了个安稳觉”，并完整地向媒体交代了越狱的经过，很显然，陈聪聪已经对越狱失掉了信心。

## 影响
在案发后，哈尔滨市警方以10万人民币悬赏陈聪聪，也让群众积极地参与到抓捕陈聪聪的行动中。在追捕中，虽然产生了不少假线索，但这种“不顾危险帮警察跟踪目标”的做法让警方颇为感动。3月10日，副省长兼任省公安厅厅长孙永波签发嘉奖令，嘉奖哈市公安局南岗公安分局，并建议表彰有功单位和集体。